# Мукракари
Мукракари (дарг. Муркарахъмахьи) — село Дахадаевского района Дагестана. Входит в Дуакарское сельское поселение.

## География
Село находится на высоте 1667 м над уровнем моря. Ближайшие населённые пункты — Аяцури, Дуакар, Каркимахи, Гузбая, Сур-Сурбачи, Каркаци, Мусклимахи, Урхнища, Уртхумахи-1, Уртхумахи-2.

## Население
| 1895 | 1926 | 1939 | 1970 | 1989 | 2002 | 2010 |
| ---- | ---- | ---- | ---- | ---- | ---- | ---- |
| 211  | ↘181 | ↘172 | ↘83  | ↗113 | ↗137 | ↘135 |
| 2021 |      |      |      |      |      |      |
| ↘134 |      |      |      |      |      |      |